# Kostrza
Kostrza (deutsch: Häslicht) ist ein Dorf der Stadt- und Landgemeinde Strzegom im Powiat Świdnicki der Woiwodschaft Niederschlesien in Polen.

## Lage
Kostrza liegt ca. sieben Kilometer nordwestlich von Strzegom (Striegau) und 20 Kilometer nordwestlich von Świdnica (Schweidnitz).

## Geschichte
Das Dorf findet 1318 eine erste Erwähnung als Heslech. In einem Kaufbrief von 1374 ist erstmals auch das Kirchlehen in „Heselecht“ erwähnt. Urkundlich wird es genannt: 1369 Heselacht, 1389 Hezelicht, 1393 Heselicht, 1427 Hasellecht, 1660 Hässelicht, 1667 Hösslicht, Hösslicht, Heslich, 1677 Heslicht, 1726 Haselicht, 1765 Haeslicht, 1816 Häselicht, 1825 Häslicht und ab 1945 Kostrza. Besitzer waren 1653 die Familie von Tschirnhaus, 1742 Maria Elisabeth von Kreuzenstein, 1743 der Domherr von Breslau und Glogau Johann Anton von Kreuzenstein, 1771 Antonia von Gaudecker, geb. von Kreuzenstein, 1780 die von Gaudecker´schen Erben und darauf Friedrich von Gaudecker.
Nach dem Ersten Schlesischen Krieg 1742 fiel Häslicht mit dem größten Teil Schlesiens an Preußen. Ab 1741 gehörte Häslicht zum Landkreis Striegau und ab 1. Oktober 1932 zum Landkreis Schweidnitz. 1785 zählte Häslicht eine katholische, während der Reformation bis 1653 evangelische Kirche, ein Pfarr- und ein Schulhaus, ein herrschaftliches Schloss, ein Vorwerk, sechs Bauern, 26 Gärtner, drei Häusler, eine Windmühle und 213 überwiegend evangelische Einwohner.
Am 13. Februar 1945 nahm die Rote Armee Häslicht ein und stieß weiter über Bohrauseifersdorf nach Rohnstock vor. Kurz darauf wurde auch der Landkreis Schweidnitz unter polnische Verwaltung gestellt. Soweit die Bewohner nicht aus den Städten und Dörfern geflohen waren, wurden sie in der Folgezeit vertrieben. Die neu angesiedelten Bewohner stammten teilweise aus Ostpolen, das an die Sowjetunion gefallen war.

## Wirtschaft
In der Umgebung von Kostrza gibt es mehrere Steinbrüche, in denen Granit mit miarolitischem Pegmatit abgebaut wird.

## Baudenkmal

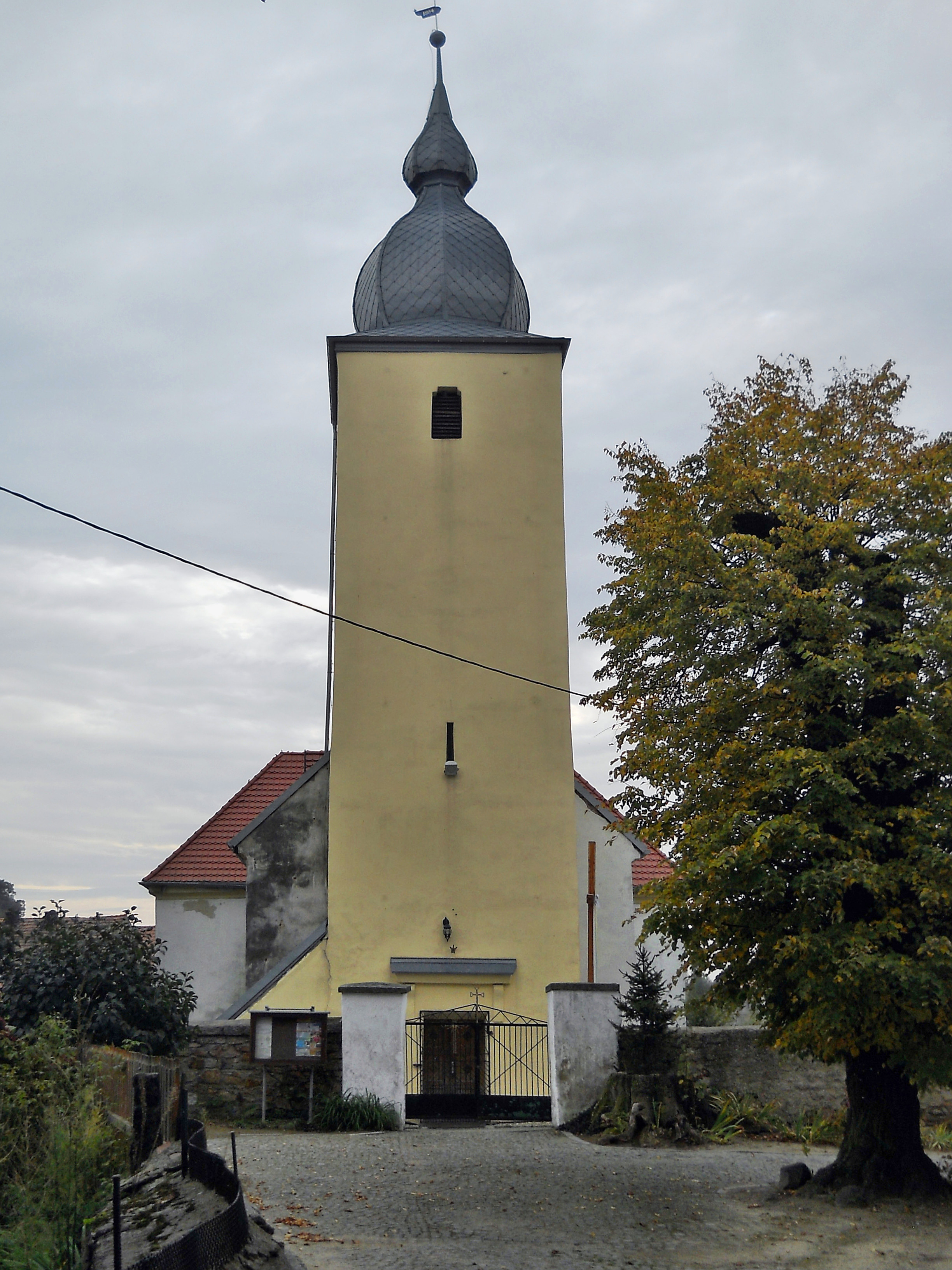
Kostrza - Römisch-katholische Kirche Heiliges Kreuz

Die römisch-katholische Kirche Heiliges Kreuz entstand wahrscheinlich an der Stelle eines 1374 errichteten Vorgängerbaus. Anfang des 16. Jahrhunderts wurde sie neu errichtet und 1804 erweitert. Von der Einführung der Reformation bis 1653 diente die Kirche als evangelisches Gotteshaus. Im Jahr 1804 wurde an der Südseite eine Kapelle angebaut. Die Kirche wurde u. a. 1964 und 1973 renoviert. Die wertvollste Ausstattung ist eine hölzerne, polychrome Renaissance-Kanzel aus dem Jahr 1585, verziert mit Figuren von Evangelisten. Im Turm hängt eine Glocke von 1768. An der Wand befinden sich drei Renaissance-Grabsteine aus dem 16. Jahrhundert:
- für den Ritter Geronimus Streit zu Eisdorf, † 1555, mit dem Zitat: „AL HIE LEIT BEGRABEN DER EDELE ERENFESTE GERONIMVS STREIT VON EISDORF . . . . . . . HERR DENEN GOT GENEDIG VND BARMHERTZIG SEI“
- für dessen Frau Margareta, † 1568
- Doppelgrabstein für zwei Knaben, um 1600[5][6]

## Persönlichkeiten
- Felix von Damnitz (1847–1926), preußischer General der Kavallerie, war Gutsbesitzer in Häslicht.
- Adolf Glatte (1866–1920), deutscher Landschafts- und Porträtmaler des Impressionismus, wurde in Häslicht geboren.
- Horst Streckenbach (1925–2001), deutscher Tattoo-Pionier, wuchs in Häslicht auf.[7]